# Antiga Capella de Santa Rosa
L'Antiga Capella de Santa Rosa és una obra de Tortosa inclosa a l'Inventari del Patrimoni Arquitectònic de Catalunya.

## Descripció
Petita construcció que fa angle als carrers del Sol i Major de Remolins, amb façana a aquest darrer. És de planta rectangular i un sol pis, coberta a dues aigües. Al C/ Sol s'obre mitjançant una porta gran, allindada. Al C/ Major ho fa amb una porta també allindanada, emmarcada per dues pilastres adossades de maó de pla que sostenen una cornisa motllurada simulant un entaulament decoratiu, també de maó. No té cap més obertura i la resta de mur es troba arrebossada modernament. La porta de fusta del carrer Major es conserva bé i és bastant antiga. Té només dues petites obertures enreixades, a mitja alçada, una a cada fulla.

## Història
Segons sembla es tracta de l'antiga capella de Santa Rosa, ara fora de culte. És l'única resta conservada dels antics Banys i Hort de Santa Rosa, que ocupaven l'extrem Nord-oest del barri de Remolins. En desaparèixer aquests, el sector es va urbanitzar i s'hi van construir habitatges.